# Albuca hereroensis
Albuca hereroensis là một loài thực vật có hoa trong họ Măng tây. Loài này được Schinz mô tả khoa học đầu tiên năm 1896.